# Ctenophthalmus tertius
Ctenophthalmus tertius är en loppart som beskrevs av Smit 1960. Ctenophthalmus tertius ingår i släktet Ctenophthalmus och familjen mullvadsloppor. Inga underarter finns listade i Catalogue of Life.